# Arthroleptides martiensseni
Espèce
Synonymes
- Petropedetes martiensseni (Nieden, 1911)

Statut de conservation UICN

 EN B1ab(iii) : En danger
Arthroleptides martiensseni est une espèce d'amphibiens de la famille des Petropedetidae.

## Répartition
Cette espèce est endémique de l'Est de la Tanzanie. Elle se rencontre entre 600 et 1 800 m d'altitude dans les monts Usambara et les monts Magrotto.

## Étymologie
Cette espèce est nommée en l'honneur de Mr. Martienssen, qui était un administrateur allemand de district colonial et a collecté l'holotype.

## Publication originale
- Nieden, 1911 "1910" : Verzeichnis der bei Amani in Deutschostafrika vorkommenden Reptilien und Amphibien. Sitzungsberichte der Gesellschaft Naturforschender Freunde zu Berlin, vol. 1910, p. 441-452 (texte intégral).